# Златоуст (Новосибирская область)
Златоуст — село в Тогучинском районе Новосибирской области. Входит в Кудринский сельсовет.

## История
Село Златоуст основано в 1907 году переселенцами из Белоруссии, Украины и Смоленской губернии. Сразу же стали заниматься сельским хозяйством, сеяли в основном пшеницу, излишки урожая продавали, или выменивали на орудия труда. В 1917 году в селе насчитывалось около 300 человек, грамотными из них были порядка двадцати. В первый же год Революции в селе утвердилась Советская власть, появился сельский совет. Первым председателем сельсовета был Нестерович К. С. Кроме сельсовета в селе был образован комитет бедноты (комбед). В комбед входили Советов И. С., Советов З. К., Сакевич Н, Титарчук С. М., Титарчук В. И. Во время Гражданской войны большинство мужчин ушли добровольцами в Красную Армию. В соседней деревне Мезениха стояла армия Колчака, в Златоуст его отряды заезжали за провизией. После Гражданской войны одному крестьянину стало труднее обрабатывать землю, и люди стали объединяться в товарищества по совместной обработке земли (ТОЗы). Также остро встала проблема неграмотности населения. 

В 1920 году был образован Златоустовский сельский Совет рабочих, крестьянских и красноармейских депутатов. В 1922 году была построена начальная школа, первыми учителями в ней стали Шварев Ф. Г. и Шварева Е. Д. В 1931 году было образовано два колхоза «Пролетарий» (председатель Ланюгов Н. Т.) и «Новая жизнь» (председатель Евстратенко В. И.). 22 мая 1931 года колхозы объединились в один — «Новая жизнь».
Из архива ОАО «Златоустовское»: «Основная отрасль колхоза — зерновдство, с 24 февраля 1932 обслуживается Тогучинской МТС. Имеется кролиководческая ферма, кузница, мельница. Постоянных производственных бригад — 2. На 1 января 1934 в колхозе состоит 64 двора, населения 343 человека, трудоспособных −118. Земельных угодий — 911,92 га. Весь земельный фонд — 1083 га. Наличие общественного скота: лошадей — 63, крупного рогатого скота — 27, кроликов — 215. Один скотный двор, два крольчатника, три овоще- и картофелехранилища, три сторожки, три полевых стана. Общий доход колхоза в 1933 году составил 57848,96 рублей. После различных уплат, налогов, остаток общего дохода для распределения между колхозниками по трудодням составил 28901,59 рублей.» 
Начавшаяся Великая Отечественная война в корне изменила жизнь златоустовцев. На фронт ушло более 150 человек, обратно пришли менее 70.  
В 1949 году в селе построена восьмилетняя школа. В 1965 году школа переехала в новое здание по адресу ул. Центральная 56. В 1969 колхоз «Новая жизнь» укрупнен в Тогучинский откормочный совхоз. Решением Тогучинского райисполкома от 29.06.1974 Златоустовский сельский совет трудящихся переименован в Кудринский сельский совет с переносом административного центра в д. Кудрино.  
В 1979 году в с. Златоуст образован Златоустовский племсовхоз, занимавшийся разведением быков-герефордов сибирской селекции. С созданием племсовхоза началось преображение села. В период 1980-2000 годов была построена новая улица Весенняя, заасфальтированы улицы, введен в эксплуатацию двухэтажный многоквартирный дом, административное здание совхоза. В 2012 году в Златоустовской школе была  открыта дошкольная группа. С 2013 году ОАО "Златоустовское" прекратило свою деятельность, на его базе с 2020 года начало работу ООО "Тогучинское аграрное хозяйство". 

## Население
| 2002 | 2007 | 2010 |
| ---- | ---- | ---- |
| 493  | ↘488 | ↘460 |

1917—250 человек
1934—354 человека
1987—569 человек
2015 - 477 человек

## Улицы
- Центральная
- Весенняя
- Лесная
- Рожнёвская (о.п. 106 км)

## Образование
- Дошкольная группа при школе
- МКОУ Тогучинского района "Златоустовская основная школа" [4]

## Здравоохранение
Златоустовский фельдшерско-акушерский пункт.

## Связь
Отделение почтовой связи "Златоуст" №427

## Сельское хозяйство
- ООО "Тогучинское Аграрное Хозяйство"

## Достопримечательности
- Памятник жителям сел Златоуст, Мезениха и Канарбуга, погибшим в годы Великой Отечественной войны 1941-1945